# استحکامات والتا
استحکامات والتا (مالتی: Is-Swar tal-Belt Valletta) مجموعه ای از دیوارهای دفاعی و دیگر استحکامات هستند که والتا، پایتخت مالت، را احاطه کرده‌اند. اولین بارویی که ساخته شد، قلعه سنت المو بود که در سال ۱۵۵۲ میلادی بنا شد؛ اما ساخت استحکامات شهر در سال ۱۵۶۶ زمانی که توسط استاد اعظم، ژان دو ولت، دستور به ساخت بارو برای جزیره داد، شروع شد. در طول قرون بعدی تغییراتی صورت گرفت و آخرین افزوده اصلی قلعه لاسکاریس بود که در سال ۱۸۵۶ تکمیل شد. امروزه بیشتر استحکامات تا حد زیادی دست نخورده باقی مانده است.
شهر والتا، همراه با نیکوزیا در قبرس، نمونه‌ای عملی از یک شهر ایده‌آل رنسانس محسوب می‌شدند و این به دلیل استحکامات آن و همچنین زندگی شهری درون شهر بود. این استحکامات تا قرن هفدهم در سراسر اروپا شناخته شده بودند و ممکن است بر طراحی بخشی از قلعه لوکزامبورگ تأثیرگذار بوده باشند. در کتابی در سال ۱۸۷۸، والتا به عنوان «یکی از بهترین [شهرهای] مستحکم در جهان» توصیف شد. استحکامات والتا مهم‌ترین استحکامات مالت است، و اکنون بخشی از میراث جهانی یونسکو است.

## تاریخچه

### پس زمینه
ساخت یک شهر مستحکم در شبه جزیره سیبراس برای اولین بار در سال ۱۵۲۴ پیشنهاد شد، زمانی که شوالیه‌های سنت جان کمیسیونی را برای بررسی جزایر مالت اعزام کردند. در آن زمان، تنها استحکامات در شبه جزیره، یک برج مراقبت شبه نظامی بود که توسط آراگون‌ها در سال ۱۴۸۸ ساخته شده بود. این برج در سال ۱۵۳۳ مستحکم شد، اما شهر پیشنهادی ساخته نشد؛ زیرا ساخت و ساز بر استحکامات بیرگو، که به اردوگاه اصلی شوالیه‌ها تبدیل شده بود، متمرکز بود.
در سال ۱۵۵۱، یک نیروی عثمانی برای مدت کوتاهی به مالت حمله کرد، و سپس گوزو را غارت کرد و طرابلس را تصرف کرد، و در نتیجه، شوالیه‌ها کمیسیونی برای بهبود استحکامات جزیره تشکیل دادند. در سال ۱۵۵۲، برج مراقبت آراگون تخریب شد و قلعه سنت المو به جای آن ساخته شد. این قلعه نقش مهمی در محاصره بزرگ مالت در سال ۱۵۶۵ ایفا کرد. سرانجام پس از یک ماه درگیری شدید و مرگ ژنرال عثمانی، تورغوت، شهر سقوط کرد. شوالیه‌ها در بیرگو و سنگلئا مقاومت کردند تا اینکه نیروهای امدادی رسیدند و محاصره شکسته شد.

### ساخت و ساز
پس از اینکه شوالیه‌ها از محاصره جان سالم به در بردند، از اروپا حمایت مالی دریافت کرده و برای ساخت پایتخت جدید در شبه جزیره سیبراس از این منابع مالی بهره بردند. مهندس ایتالیایی فرانچسکو لاپارلی توسط پاپ فرستاده شد تا استحکامات شهر را طراحی کند، و آن را در امتداد سیستم استحکامات ایتالیایی طراحی کند. طرح اصلی لاپارلی شامل یک برون‌باروی مستحکم، با نُه کاوالیر و یک خندق بود. این شهر قرار بود به صورت یک طرح مشبک طراحی شود و شامل یک زرادخانه دریایی و یک ماندراجیو (بندر برای کشتی‌های کوچک) باشد.
اولین سنگ شهر توسط استاد اعظم، ژان دو ولت، در ۲۸ مارس ۱۵۶۶ بنا نهاده شد و شهر جدید به افتخار او والتا نام گرفت. دیوارهای شهر جزو اولین سازه‌هایی بودند که در داخل شهر ساخته شدند و تا حدود ۱۵۷۰ کامل شدند. در حین ساخت شهر تغییراتی در طراحی ایجاد شد و تنها دو کاوالیر ساخته شد، در حالی که زرادخانه و ماندراجو هرگز ساخته نشدند. قلعه سنت المو که در محاصره ۱۵۶۵ به شدت آسیب دیده بود نیز بازسازی شد و در دیوارهای شهر ادغام گردید.
شهر والتا در ۱۸ مارس ۱۵۷۱ رسماً پایتخت مالت و مقر فرمانروایی شد، اگرچه هنوز ناتمام بود. تا پایان قرن شانزدهم، والتا بزرگ‌ترین سکونتگاه مالت بود.

### بهبودها و اصلاحات

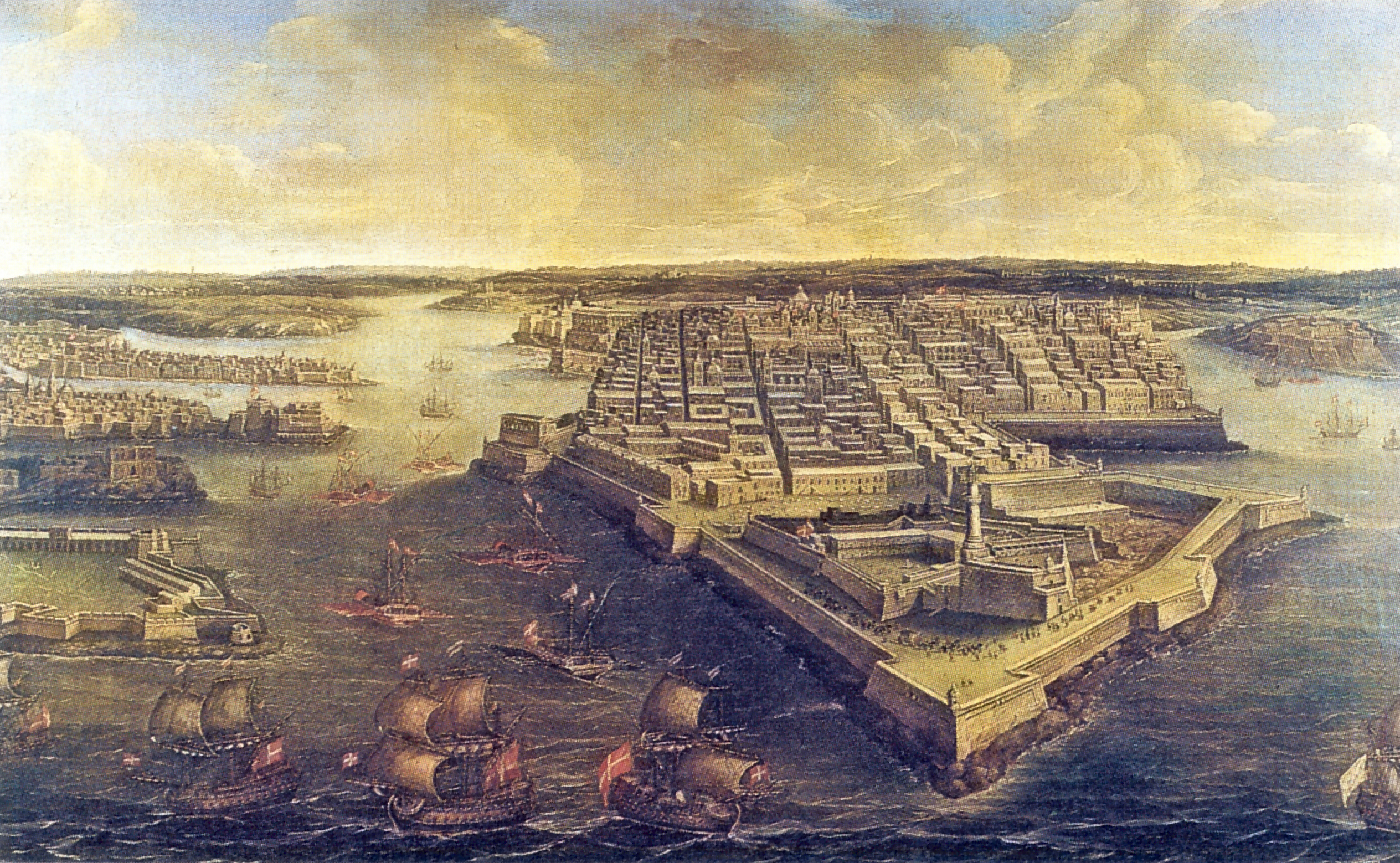
نمایی از والتا و بندر بزرگ در سال ۱۸۰۱ میلادی.

در قرن هفدهم و هجدهم، استحکامات والتا با ساخت سازه‌های مختلف، متشکل از چهار محافظ در امتداد جبهه خشکی، و همچنین یک راهروی سرپوشیده و یک شیب حصار، تقویت شد. انتهای شمالی شبه جزیره، از جمله قلعه سنت المو، نیز در اواخر دهه ۱۶۸۰ در یک سنگر مستحکم (معروف به Carafa Enceinte) محصور شد تا در برابر مهاجمانی که از دریا می‌آیند، دفاع کند.
علیرغم تغییرات، سازندگان متوجه شدند که دیوارهای والتا به اندازه کافی قوی نیستند که بتوانند در یک محاصره طولانی مقاومت کنند. در سال ۱۶۳۵، ساخت خطوط فلوریانا آغاز شد که جبهه زمینی والتا را در بر می‌گرفت. خطوط فلوریانا نیز تا قرن هجدهم اصلاح شدند. بعدها، حومه فلوریانا در منطقه بین خطوط فلوریانا و جبهه زمینی والتا توسعه یافت و اکنون به یک شهر مجزا تبدیل شده است.
جناحین شهر در قرن هفدهم و هجدهم، با ساخت خطوط سانتا مارگریتا، خطوط کوتونرا و قلعه ریکاسولی در سمت بندر بزرگ و همچنین قلعه مانوئل و قلعه تیگنه در سمت بندر مارسامکست محافظت شد. پیشنهادهای بیشتر، از جمله ساخت استحکامات در کورادینو و تاع شبیش نیز مطرح شد، اما هرگز اجرایی نشد.

### اشغال فرانسه و حکومت بریتانیا

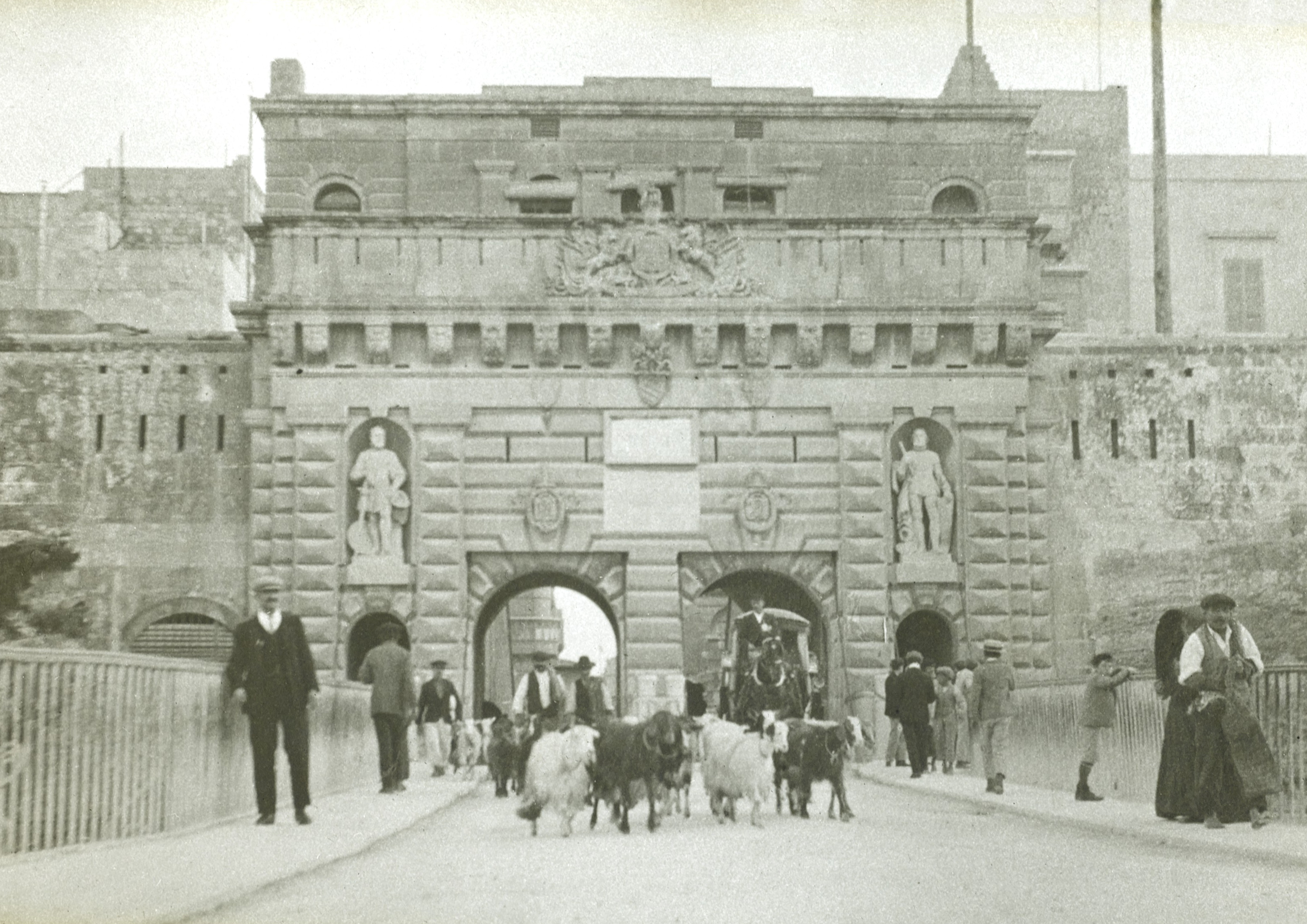
پورتا رئاله، در سال ۱۸۵۳ ساخته شد و در سال ۱۹۶۴ تخریب شد

استحکامات والتا برای اولین بار در طول تهاجم فرانسه به مالت در ۹ ژوئن ۱۷۹۸ مورد استفاده قرار گرفت. شوالیه‌ها تنها سه روز بعد در ۱۲ ژوئن تسلیم شدند و والتا و استحکامات آن به فرانسوی‌ها واگذار شد. ناپلئون پس از مشاهده استحکامات، گفت: «خیلی خوشحالم که دروازه را به روی ما باز کردند.»
چند ماه پس از آغاز اشغال فرانسه، مردم مالت علیه فرانسوی‌ها شورش کردند و با حمایت انگلیس، ناپل و پرتغال، آنها را در منطقه بندرگاه محاصره کردند. فرانسوی‌ها توانستند تا سپتامبر ۱۸۰۰ در والتا مقاومت کنند، زمانی که ژنرال واوبوا تسلیم بریتانیا شد و انگلیسی‌ها کنترل جزایر را به دست گرفتند.
در دوران حکومت بریتانیا، تغییرات مختلفی در استحکامات والتا انجام شد. مهم‌ترین آن‌ها ساخت قلعه لاسکاریس بین سال‌های ۱۸۵۴ و ۱۸۵۶ بود. تغییرات دیگر شامل افزودن آتشبارها و محل اسلحه‌های بتنی، تغییر در جان پناه‌ها و برج‌های آن‌ها و استقرار سلاح‌های باروتی بود. هر سه دروازه اصلی هاسپیتالر به والتا تخریب شدند و دو تا از آنها با دروازه‌های بزرگتری جایگزین شدند.
بریتانیایی‌ها چندین بار در قرن نوزدهم پیشنهاد تخریب استحکامات را دادند. اولین پیشنهاد توسط سرلشکر هنری پیگوت در آغاز قرن ارائه شد. در سال ۱۸۵۳، پیشنهادی مبنی بر تخریب سنت جیمز کاوالیر برای ایجاد یک بیمارستان نظامی ارائه شد. در سال ۱۸۵۵، سر جان لیساگت پنه فادر پیشنهاد ساخت یک ارگ را در ارتفاعات شبه جزیره سیبراس، در محل جبهه زمینی والتا و اطراف آن داد. در سال ۱۸۷۲، تخریب سازه‌های شهری پیشنهاد شد، در حالی که تخریب کل جبهه زمینی در سال ۱۸۸۲ پیشنهاد شد. در نهایت، استحکامات تا حد زیادی دست نخورده باقی ماندند و تنها قسمتی که تخریب شد، لونت سنت مادلین بود که در نزدیکی ورودی شهر قرار داشت (در محلی که اکنون توسط فواره تریتون اشغال شده است).
استحکامات در نهایت در اواخر قرن ۱۹ یا اوایل قرن ۲۰ از کار افتاد. برخی از دژها، مانند قلعه سنت المو، قلعه لاسکاریس و آتشبار سالوتینگ، تا پس از جنگ جهانی دوم مورد استفاده باقی ماندند، و قلعه سنت المو در سال ۱۹۷۲ از رده خارج شد. این استحکامات در فهرست آثار باستانی ۱۹۲۵ گنجانده شد.
در دهه ۱۹۶۰، پورتا رئاله که اثری قرن نوزدهمی بود، تخریب شد تا جا برای برپا کردن دروازه مدرن شهر باز شود.

### امروزه

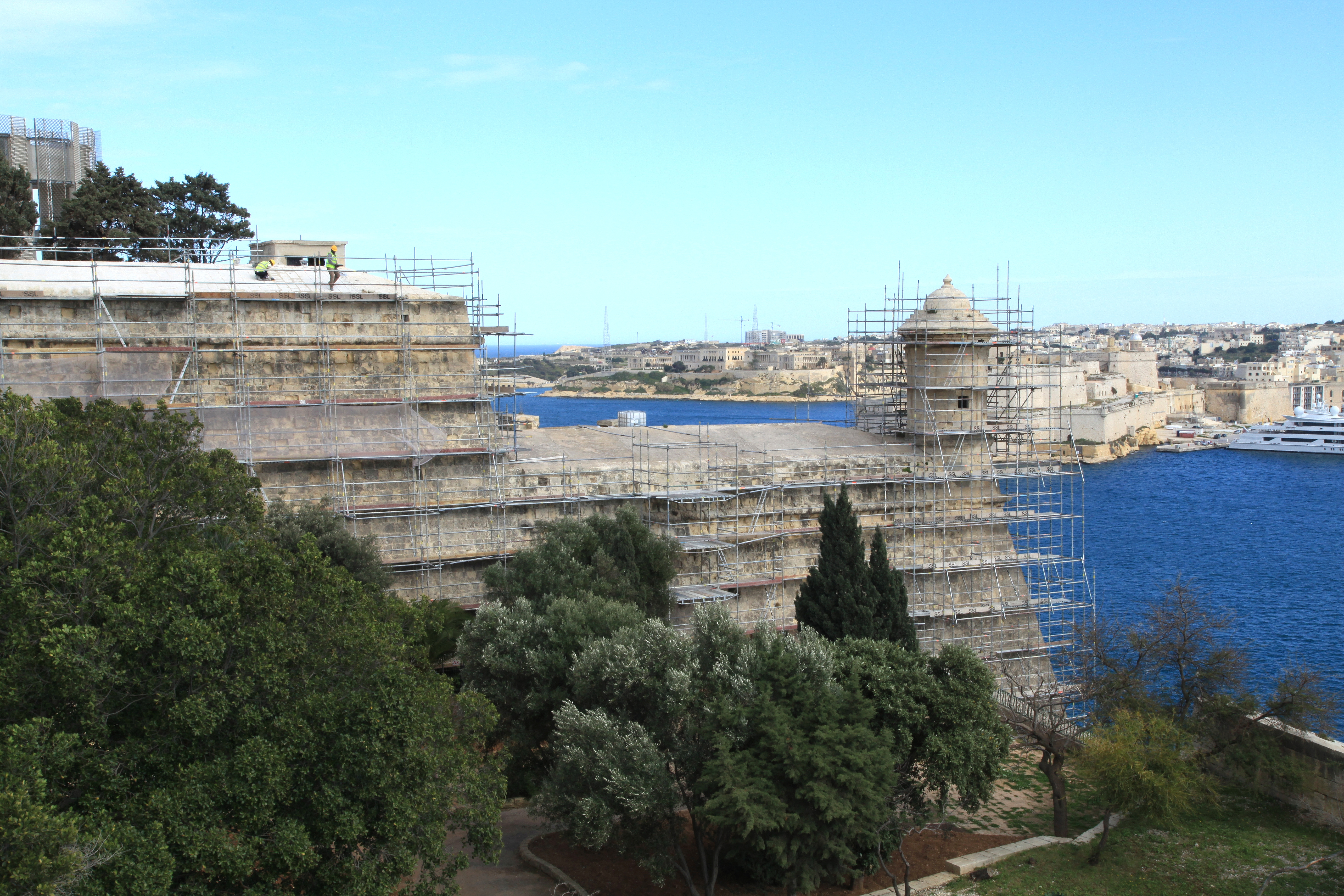
کارهای مرمت در سنت پیتر و سنت پل کنترگارد در سال ۲۰۱۳

اولین برنامه‌ها برای بازسازی استحکامات والتا، همراه با استحکامات بیرگو، مدینا و سیتادلا، در سال ۲۰۰۶ انجام شد بازسازی در سال ۲۰۱۰ آغاز شد و این پروژه به عنوان «بزرگ‌ترین پروژه در یک قرن اخیر» توصیف شد. متصرفان از زمین‌های عمومی اطراف استحکامات بیرون رانده شدند. قسمت بالای قلعه سنت المو بازسازی شده است، در حالی که قسمت‌های پایین آن تمیز شدند. نمازخانه سنت روشه در کانترگارد سنت مایکل که در جنگ جهانی دوم بمباران شده بود، در سال ۲۰۱۴ به عنوان بخشی از بازسازی‌ها، مرمت شد.
در سال ۲۰۱۱، دروازه شهر که در دهه ۱۹۶۰ ساخته شده بود، تخریب شد و یک ورودی جدید در سال ۲۰۱۴ احداث شد.

## یادداشت
1. ↑  Most of the city walls were built between 1566 and the 1570s. The earliest part, قلعه سنت المو (مالت), had been built in 1552 on the site of a tower built in 1488. Modifications and additions continued throughout the 17th, 18th and 19th centuries, with the last major addition being Fort Lascaris in 1856.